# Fisker Thomas
Thomas Jensen (født 20. december 1919 i Skagen,  død 8. maj 2003 sammesteds) var en dansk sanger, som blev kaldt Fisker Thomas.
Thomas Jensen blev født i Østerby, Skagen og voksede op i en sømandsfamilie og fik som 14-årig hyre på en fiskekutter. Han fiskede i mere end 40 år på Nordsøen og havde i en periode sin egen kutter sammen med sin bror. I 1974 gik han i land og begyndte at undervise i navigation i Skagen og Frederikshavn. Kort efter indledte han sin musikalske karriere som Fisker Thomas og fik sit folkelige gennembrud i 1976 i forbindelse med Skagen Visefestival.
På hans repertoire var gamle sømandsviser og sange om havet.
Visesangeren Niels Hausgaard har produceret, skrevet tekster og medvirket på flere af Fisker Thomas’ LP-plader. Forsidecoveret på LP-pladen Morild, som viser et portræt af Fisker Thomas, er malet af Niels Hausgaard. Desuden har flere musikere med tilknytning til  Skagen og  Vendsyssel  medvirket på hans indspilninger.
Fisker Thomas fik i december 1978 tildelt en sølvplade for sin debut-LP Tro, håb og kærlighed, som på daværende tidspunkt havde rundet et salg på 30.000 LP-plader og kassettebånd.
Gennem sin godt 30-årige karriere som sanger fik han skrevet og indspillet flere hundrede sømandssange, og opnåede også stor popularitet i Norge.
Fisker Thomas gav sin afskedskoncert i sin hjemby, Skagen, på sit stamværtshus, ”Bixen” i Aalbæk, den 4. maj 2002.

## Diskografi
LP-plader
- Tro, Håb og Kærlighed (1977)
- Bestik (1978)
- Morild (1980)
- Søens Våde Vej (1982)
- Afmønstring (1984)
- Kursen Er Lagt (1988)

Singleplader
- Du Lille Svale / Morild (1980)
- Halifax med Fynsk Harmoniforvirring (1980)
- Alle Er Vi Sømænd / På Lykke Og Fromme (1982)